# Oudtshoorn
Oudtshoorn er en by i Vest-Kapprovinsen i Sydafrika. Det er den største by i Lille Karoo-regionen med sine 80.336 indbyggere, og byen er centrum for en omfattende strudseavl.
Oudtshoorn ligger i et område, der oprindeligt var befolket af buskmænd, som har efterladt sig spor i form af hulemalerier i området. De første europæere i området var en handelsekspedition. Ekspeditionen fik hjælp af en griquaspejder, der førte dem ad en gammel elefantsti i januar 1689. Der skulle gå omkring et hundrede år mere, inden de første farme blev etableret. Byen groede efterhånden op rundt om en kirke, der blev indviet i 1839, og den fik navn efter Pieter van Rheede van Oudtshoorn, der var udpeget som guvernør i Kapkolonien, men var død på vejen dertil.
Efterspørgsel på strudsefjer i Europa gav byen sit første økonomiske boom i slutningen af det 19. århundrede, hvor en række strudsefarme blev anlagt i nærheden af byen. Der blev faktisk etableret så mange farme, at det førte til overproduktion og en midlertidig økonomisk nedgang. Efter Anden Boerkrig omkring århundredskiftet kom der igen gang i efterspørgslen, der dog fik endnu et tilbageslag med udbruddet af første verdenskrig.
I vore dage fungerer strudsefarmene først og fremmest som opdrætssteder og som turistattraktioner, bl.a. Safari Show Farm, som ligger tæt på byen.

## Andet
Nær Oudtshoorn ligger de spektakulære drypstenshuler Cango Caves, som er et velbesøgt turistmål.